# La Bataille du Chili
Pour plus de détails, voir Fiche technique et Distribution.
La Bataille du Chili (La batalla de Chile, La lucha de un pueblo sin armas) est un film documentaire en trois parties réalisé par Patricio Guzmán. Le film est tourné au Chili, entre 1972 et 1973, dans les derniers mois du gouvernement de Salvadore Allende, et monté en exil.
C'est une coproduction chilienne, française, cubaine et vénézuélienne.
D'après son auteur, il s'agit d'un document très important car « c’est la preuve cinématographique, jour après jour, de l’agonie d’une expérience révolutionnaire qui touche le monde entier parce qu’elle se présente comme une expérience pacifique du passage au socialisme ».
Il a été récompensé de six grands prix en Amérique latine et en Europe. La revue américaine Cineaste l'a qualifié de l'un des dix meilleurs films politiques du monde.
Le film est constitué de trois parties :
- L'Insurrection de la bourgeoisie (La insurreción de la burguesía), 1975
- Le Coup d'État militaire (El golpe de estado), 1977
- Le Pouvoir populaire (El poder popular), 1979.

## Synopsis

### Partie 1
L'Insurrection de la bourgeoisie (1975) s’ouvre sur les images du bombardement, le 11 septembre 1973, du palais de Moneda par la junte militaire. Pour comprendre ces images, s’opère un retour aux élections parlementaires de mars 1973 qui opposent le centre droit à l’Unité populaire, soutenant le président Allende. Avant même que les résultats soient annoncés, les électeurs de droite sortent célébrer la victoire dans la rue. L’Unité populaire l’emporte en fait. Le film analyse la manière dont les élites, les classes moyennes et même une partie du prolétariat, sous l’influence d’ingérences étrangères, se mobilisent pour contourner les institutions démocratiques, menant à une tentative de coup d’État le 6 juin 1973.  

### Partie 2
Le Coup d'État militaire (1976) approfondit le thème de l’affrontement à travers le pays entre les forces de droite et l’Union populaire. La bourgeoisie et la droite tentent de rallier la population à leur cause par les médias de masses. Le boycott économique est de plus en plus suivi par les classes moyennes, qui se joignent à la grève, détériorant d’avantage la situation sociale du pays et accroissant les tensions politiques. De leur côté, les militaires préparent, depuis Val Paraiso, le coup d’État. Allende, souhaitant éviter un bain de sang, fait entrer au gouvernement des militaires « constitutionalistes » et cherche à trouver un accord avec le centre droit. Le film explore les différentes positions au sein de la gauche et les divisions qui la traversent. La gauche affirme néanmoins son soutien au président, dix jours avant le coup d’État.  

### Partie 3
Le Pouvoir populaire (1979) se veut, selon les mots du réalisateur, « une évocation affectionnée des organisations de masse pendant le gouvernement de l’Unité populaire, en particulier en 1973». Le film présente les différentes initiatives mises en place par les militants de l’union populaire et les classes populaires pour résister face aux grèves et aux sanctions économiques. Parmi ces initiatives, figurent la création de cordon industriels, de commandos communaux, l’alliance des ouvriers et des agriculteurs avec l’occupation des champs… L’« utopie en marche » que représentent ces initiatives est cependant une éventualité ratée.

## Genèse du film
En 1972, Patricio Guzmán se voit confier, par Chile Film, la réalisation d’un long métrage consacré à Manuel Rodríguez Erdoíza, héros de l’indépendance chilienne. Le projet est abandonné à cause des grèves d’octobre 1972 (Paro de Octubre) qui paralysent le pays. Guzmán sollicite cependant de Chile film du matériel pour aller filmer les évènements. Se constitue alors un petit collectif qui l’accompagnerait tout au long de la réalisation de la Bataille du Chili. Ils réalisent ainsi La Respuesta de Octubre (1972), dont les images seraient remontées dans la troisième partie de la Bataille du Chili. Souhaitant continuer la chronique de la crise en cours, Guzmán demande de l’aide à Chris Marker, qui lui envoie du matériel depuis les États-Unis. En février 1973, débute ainsi le tournage de Tercer año. Afin d’utiliser au mieux les films mis à disposition, l’équipe se limite à une dizaine de lieux clefs, tout en cherchant à saisir tous les points de vue à gauche, et adoptent une « approche marxiste de la réalité » pour anticiper les évènements à venir. À la suite du coup d’État du 11 septembre 1973, les bobines du film sont cachées chez un oncle de Guzmán avant de gagner, grâce à l’ambassade suédoise, l’Europe où s’est exilé le réalisateur. Après avoir tenté de monter son film à Paris sans succès, Guzmán est mis en relation, par l’intermédiaire de Chris Marker, avec le milieu du cinéma cubain. En mars 1974, Guzmán, son monteur Pedro Chaskel et le reste du collectif, à l’exception de Jorge Müller Sylva arrêté au Chili, arrivent à Cuba. L’Institut cubain des arts et de l'industrie cinématographique (ICAIC) met alors à leur disposition toutes les ressources nécessaires au montage du film. Après avoir été validé par l’ICAIC, la première partie, L’insurrection de la bourgeoisie est prête à être montée en 1975. Présenté à Cannes en 1975, le film rencontre un succès international. La deuxième partie, Le coup d’État militaire, est monté au retour de cette tournée et sort en 1976. La troisième partie sort en 1979.

## Fiche technique[12],[13]
·       Réalisation : Patricio Guzmán
·       Assistant réalisateur : Jose Bartolome
·       Scénario :  Patricio Guzmán, Pedro Chaskel, Federico Elton, Julio García Espinosa, Jose Bartolome
·       Caméra et Photographie : Jorge Müller Sylva
·       Montage : Pedro Chaskel
·       Chef de production : Federico Elton
·       Son: Bernardo Menz, Carlos Fernández, Jacinto Falcón
·       Production : Chris Marker
·       Effets spéciaux: Ricardo Lopez, Eusebio Ortiz, Jorge Pucheux, Delia Quesada, Alberto Valdés

## Analyse
La bataille du Chili est décrite par Patricio Guzmán comme : « une tentative de rendre compte, avec le plus de détails possibles, de la nature et des conséquences des événements politiques survenus au Chili au cours de la dernière année du gouvernement Allende ».  Appréhendant la réalité au prisme du marxisme, le film souhaite exposer un processus. Il est pensé comme un documentaire analytique, permettant l’éducation populaire en montrant, si les forces populaires l’emportaient, comment le nouvel état socialiste s’était construit. À l’inverse, si le coup d’État aboutissait, le film serait un moyen de commémorer les accomplissements des Chiliens pendant cette période. La bataille du Chili s’efforce de restituer tous les points de la gauche, mais aussi ceux de la droite, dans laquelle le collectif s’infiltre. Tout en se situant à gauche, le film revendique une certaine forme d’objectivité, qui passe par la reprise des méthodes du cinéma direct, sans pour autant proscrire l’intervention, et l’utilisation d’une voix off mettant en perspective les évènements. À mesure que le film avance, la voix off assume cependant une subjectivité plus forte, ce qui contribue à construire une mémoire du coup d’État. Le film s’impose ainsi, d’après Ariel Arnal, comme le « documentaire le plus complet portant sur les trois années du gouvernement de Salvador Allende et sa fin ».

## Distinctions
La revue américaine Cineaste a désigné La bataille du Chili comme l’« un des dix meilleurs films politiques du monde ». Le film a remporté six grands prix en Europe et en Amérique latine et a été projeté dans des salles commerciales dans trente-cinq pays.   
- Nomination parmi les 10 meilleurs films d'Amérique latine, 1970-1980. Los Angeles Film Critics. États-Unis.

- Nommé parmi les 5 meilleurs films du Tiers-Monde 1968-1978. Take One Magazine (États-Unis), 1978.

- Nommé parmi les 10 meilleurs films politiques 1967-1987. Cineaste Magazine. États-Unis.

- Prix Novas Texeira. Association des critiques de cinéma. France, 1976.

- Grand Prix Festival de Grenoble. France, 1975.

- Grand Prix Festival de Grenoble. France, 1976.

- Grand Prix du Jury. Festival international du film de Leipzig. Allemagne, 1976.

- Grand Prix du Festival International de Bruxelles. Belgique, 1977.

- Grand Prix Festival International de Benalmádena. Espagne, 1977.

- Grand Prix Festival International de la Habana. Cuba, 1979.